# Мерей (комуна)
Мерей (рум. Merei) — комуна у повіті Бузеу в Румунії. До складу комуни входять такі села (дані про населення за 2002 рік):
- Ізвору-Дулче (957 осіб)
- Валя-Пуцулуй-Мерей (224 особи)
- Гура-Серецій (214 осіб)
- Добрілешть (64 особи)
- Дялул-Вієй (914 осіб)
- Ліпія (1980 осіб)
- Мерей (737 осіб) — адміністративний центр комуни
- Ненчулешть (357 осіб)
- Огрезіле (768 осіб)
- Серата-Монтеору (863 особи)
- Чобеноая (173 особи)

Комуна розташована на відстані 89 км на північний схід від Бухареста, 11 км на захід від Бузеу, 110 км на захід від Галаца, 101 км на південний схід від Брашова.

## Населення
За даними перепису населення 2002 року у комуні проживала 7251 особа.
Національний склад населення комуни:
| Національність | Кількість осіб | Відсоток |
| -------------- | -------------- | -------- |
| румуни         | 7057           | 97,3%    |
| цигани         | 190            | 2,6%     |
| угорці         | 4              | 0,1%     |

Рідною мовою назвали:
| Мова      | Кількість осіб | Відсоток |
| --------- | -------------- | -------- |
| румунська | 7121           | 98,2%    |
| циганська | 125            | 1,7%     |
| угорська  | 4              | 0,1%     |
| німецька  | 1              | < 0,1%   |

Склад населення комуни за віросповіданням:
| Релігія            | Кількість осіб | Відсоток |
| ------------------ | -------------- | -------- |
| православні        | 7143           | 98,5%    |
| адвентисти         | 72             | 1,0%     |
| мусульмани         | 15             | 0,2%     |
| п'ятдесятники      | 13             | 0,2%     |
| римо-католики      | 6              | 0,1%     |
| реформати          | 1              | < 0,1%   |
| не вказали релігію | 1              | < 0,1%   |